# Caballo ruano
Los pelajes ruanos (o roanos) tienen pelos blancos en el cuerpo distribuidos de forma uniforme entre pelos pardos o negros. Cada pelaje ruano concreto (por ejemplo el negro-ruano) puede imaginarse como la superposición de un patrón ruano genérico (y virtual) sobre el pelaje de base (el negro en el caso del ejemplo).
El patrón ruano "añade" pelos blancos en el cuerpo y deja el resto del pelaje prácticamente sin modificar.
Hay una mala tradición de definir los pelajes ruanos como formados por pelos de tres colores. En realidad no es así ni mucho menos.

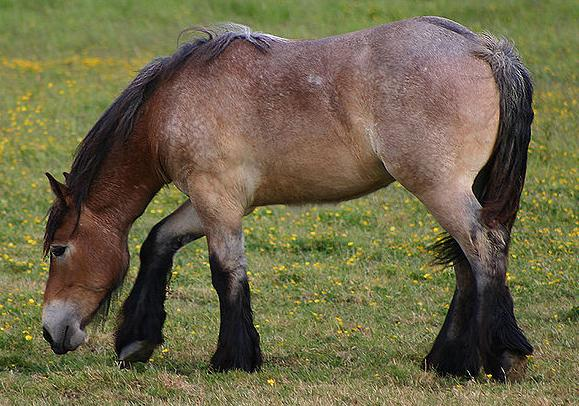
Caballo ruano. Se pueden observar los pelos blancos "añadidos" en el pelaje castaño de base. La cabeza, la cola y la crin tene pocos pelos blancos "añadidos".

## Etimología
La etimología más probable de 'roano' (de donde procede 'ruano') lo hace descender del gótico "rauda" ("rojo") y por lo tanto lo emparenta con el alemán "rot". La evolución más probable es que "roano" proceda de la forma de acusativo masculino 'raudan' que se romanizó como *raudanem, que pasó a *raudanum (el final en -anum tendió a sustituir a los finales en -anem, como "escribano" sustituyó a "escribán"), forma que evolucionó a "roano". No hay duda de que originalmente designaba al caballo de color rojizo, pero el sentido del término fue cambiando y en el diccionario de la DRAE de 1843 se dice que designa al caballo "cuyo pelo está mezclado de blanco, gris y bayo". Los términos equivalentes francés ("rouan") e italiano ("rovano") son ambos hispanismos, como es frecuente en francés para la designación del pelaje de los caballos.

## El patrón ruano
Puede imaginarse que "añade" pelos blancos en el cuerpo (según una distribución sensiblemente uniforme) sin alterar casi el color de la cabeza, de la crin y de la cola del pelaje de base.
La proporción de pelos blancos y oscuros puede variar en cada caso desde una cantidad mínima hasta predominar de forma destacada.

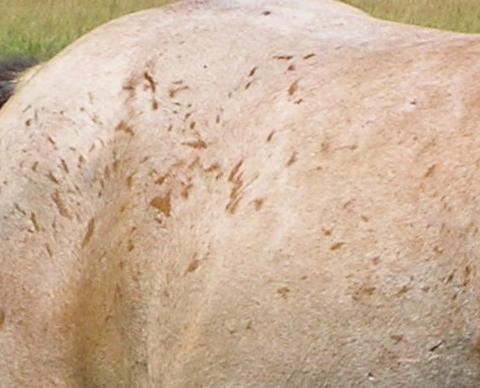
Las marcas de maíz ("corn marks" o "corn spots" en inglés) resultan de heridas en la piel. El pelo, cuando vuelve a crecer lo hace sin pelos blancos.

## Ruano en pelajes básicos
- Negro-ruano o ruano-negro
- Bru-ruano o ruano-pardo

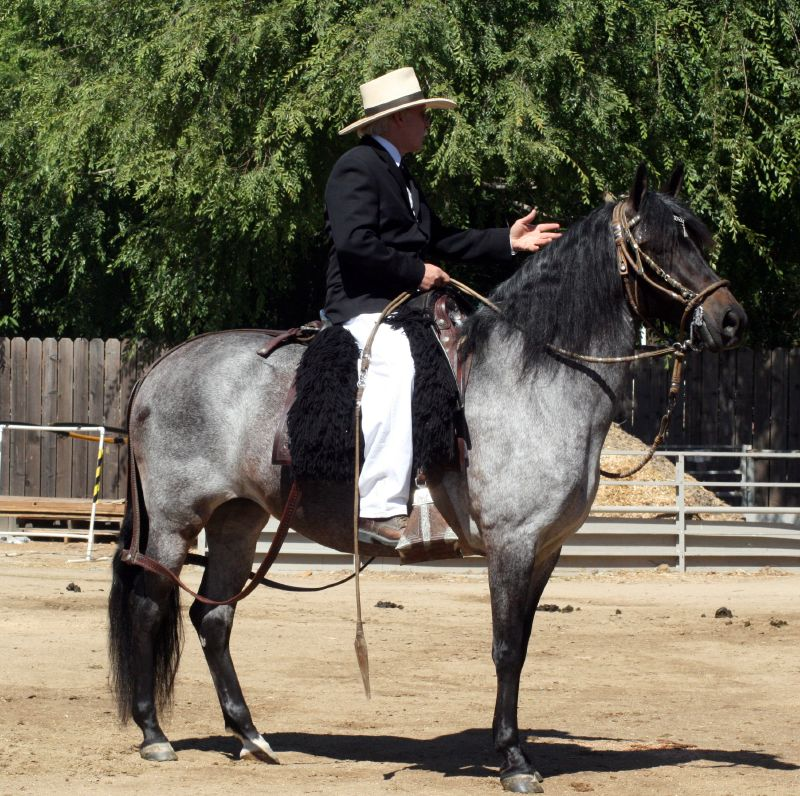
Caballo negro-ruano. En inglés "blue Roan"

- Castaño-ruano o ruano-castaño ("flor de romero" en castellano)
- Rojo-ruano o ruano-rojo, ruano-alazán ,...

Los pelajes ruanos, al tener la cabeza más oscura que el cuerpo, se han denominado con la expresión "cabeza de moro" (sin ninguna connotación peyorativa).
Los pelajes básicos como pelajes de base son los que ofrecen mayor contraste entre la tonalidad de base y los pelos blancos "añadidos".

## Ruano en pelajes diluidos
Como en el caso de los pelajes básicos, el patrón ruano puede asociarse con los pelajes diluidos. El contraste del pelaje, entre los pelos blancos y los pelos diluidos es menor.
Un caso extremo es el de los pelajes casi blancos: negro-crema, pardo-crema, castaño-crema (perla) y rojo-crema (crema).
Los pelos "ruanos" blancos se confunden con los "casi-blancos". Pero, desde el punto de vista de la descendencia, los ruanos-crema son ruanos a todos los efectos.

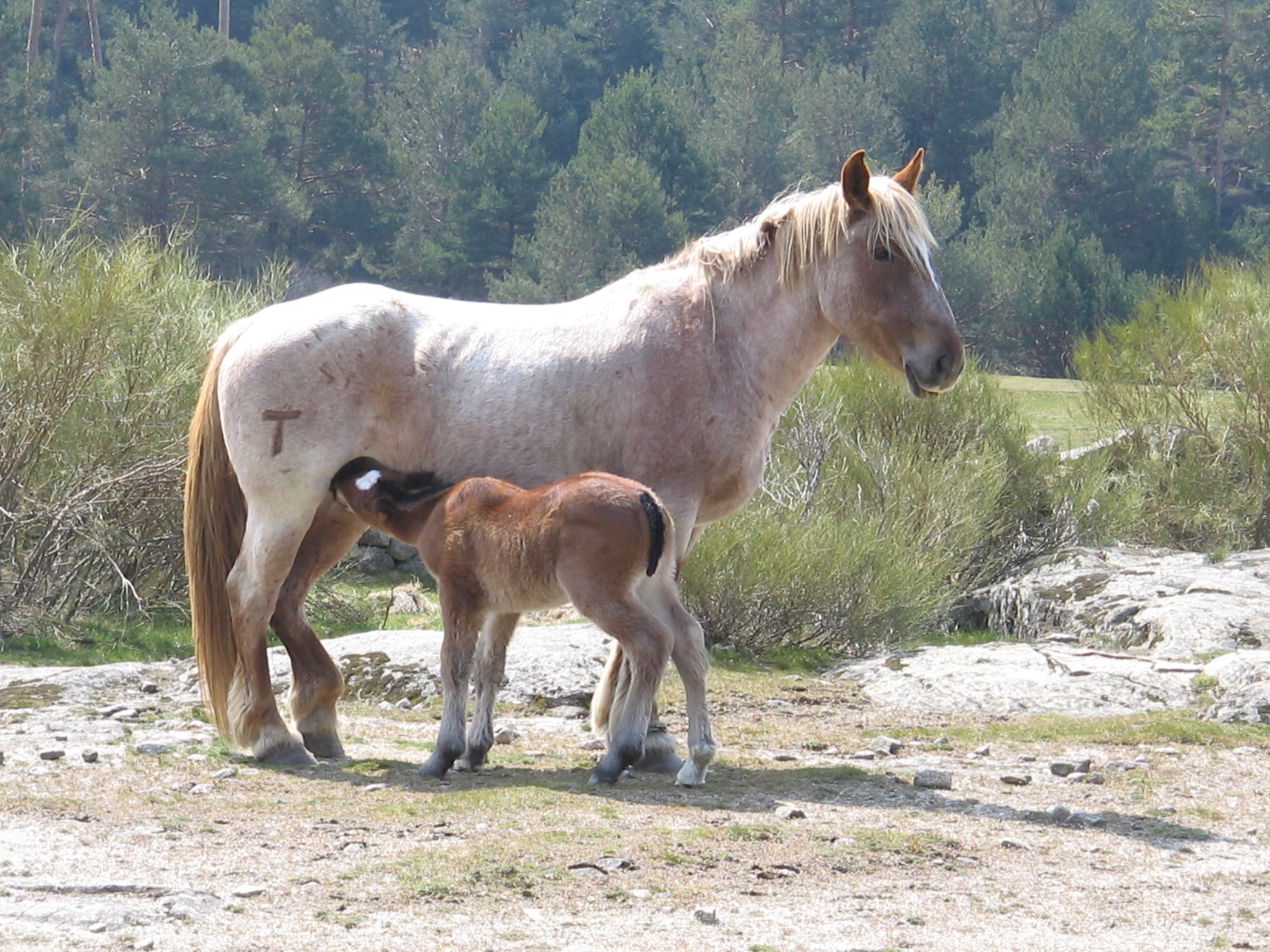
Yegua roja-ruana de tonalidad muy clara. Se puede identificar por el color más oscuro de la cabeza y de las patas. La marca a fuego tampoco tiene ninguna pelo blanco.

## El patrón ruano asociado con otros patrones
Un caballo manchado y ruano es fácil de imaginar. Los pelos blancos "añadidos" sólo serán visibles sobre las áreas oscuras.
Los caballos manchados-leopardo (Pigat, atigrados, appaloosa ,...) y ruanos serán más o menos contrastados en función de las tonalidades del pelaje de base.
Hay autores que creen que hay una relación especial entre los pelajes leopardo y los ruanos.
Los caballos ruanos y liarts a la vez, de jóvenes tendrán aspecto ruano y con los años se irán volviendo blancos.

## Ruano sobre pelajes diluidos y con otros patrones
Hay caballos que presentan pelajes combinados. Por ejemplo:
- Un caballo palomino manchado y ruano
- Un caballo bayo-crema moteado y ruano
- Un caballo pelo de rata, moteado y ruano ...

Muchas combinaciones son posibles. El pelaje resultante, en cada caso, puede imaginarse como superposición de los patrones implicados.

## Aspectos genéticos
El patrón ruano es un modificador dominante simple simbolizado por Rn (del inglés "Roan").
Hay dos alelos posibles: Rn (dominante, rn (recesivo) y tres combinaciones:
- Rn/Rn caballo ruano homocigótico
- rn/rn cuando el caballo no es ruano
- Rn/rn caballo ruano heterocigótico

La mutación responsable del patrón ruano aún no ha sido identificada con certeza. Pero ha sido ubicada en el cromosoma 3 (ECA3) de la secuencia KIT.
La Universidad UCDavis de California ofrece una prueba fiable, basada en marcadores genéticos, que permite verificar los alelos ruanos en caballos de ciertas razas.